# Joseph Petrosino
Joseph Petrosino (ur. 30 sierpnia 1860 w Paduli, zm. 12 marca 1909 w Palermo) – nowojorski policjant włoskiego pochodzenia, jeden z pierwszych (jeśli nie pierwszy) z mundurowych, który podjął walkę z zorganizowaną przestępczością w Stanach Zjednoczonych.
W 1883 r. za sprawą komisarza Alexandra "Clubber" Williamsa trafił do nowojorskiej policji, który zatrudnił go z uwagi na jego włoskie pochodzenie. W 1895 r. objął stanowisko detektywa i odpowiadał za Lower East Side (część Manhattanu). W następnych latach potrafił rozwiązać szereg niewyjaśnionych morderstw i wymuszeń popełnianych przez członków (szantażystów) spod Czarnej Ręki. Zameldował swoim przełożonym, że wielu włoskich imigrantów w Nowym Jorku (w 1905 r. metropolia nowojorska liczyła ok. 3 milionów mieszkańców z czego ok. pół miliona miało włoskie korzenie) płaci haracze przestępcom. Podczas przeprowadzonych wielu śledztw (często niepowiązanych ze sobą) dopadł wielu szantażystów – zdemaskował min. dwóch z nich, którzy usiłowali wymusić okup w wysokości piętnastu tysięcy dolarów od sławnego włoskiego tenora Enrico Caruso.
W 1901 roku odkrył osławioną złą opinią "Stajnię Morderstw", w której zamordowano (przynajmniej 60 osób) tych, którzy odmówili zapłacenia haraczu. W tym samym roku do Nowego Jorku przybył capo di tutti capi mafii sycylijskiej Vito Cascio Ferro, który postanowił podporządkować sobie i przy okazji unowocześnić działalność Czarnej Ręki. Działalność Petrosino była zupełnie nie na rękę Don Vito.

W 1905 roku ówczesny komisarz policji William McAdoo zdecydował o sformowaniu Brygady Włoskiej policji nowojorskiej (lub Włoskiego Departamentu w Miejskiej Komendzie Policji). Na jej czele stanął – wskazany przez niego – Joe Petrosino. Oddział ten liczył początkowo 27 osób. W ciągu następnych czterech lat liczba wymuszeń spadła o połowę, za kratki trafiło 500 szantażystów. Doprowadził do deportacji wielu członków zorganizowanej przestępczości.
Petrosino stanął przed komisją Kongresu Stanów Zjednoczonych domagając się istotnych zmian w prawie imigracyjnym uniemożliwiającym przyjazd do Stanów znanym przestępcom. Poinformował, że władze włoskie, wystawiają 'fałszywe' paszporty sycylijskim mafiosom, aby pozbyć się ich z Włoch.
Na początku 1909 roku komisarz policji Theodore Bingham wysłał go do Palermo na Sycylii z misją zbierania dowodów umożliwiających deportację wielu innych gangsterów. Jego wizyta na wyspie była objęta tajemnicą, współpracownicy byli poinformowani o jego chorobie (miało to tłumaczyć jego nieobecność) i konieczności pozostania w łóżku. Mimo podjętych tych środków ostrożności w New York Herald ukazał się artykuł o jego tajnej misji i sugerujący, że pomysłodawcą wyjazdu był Bingham.
12 marca 1909 r. Joseph Petrosino zginął zastrzelony w deszczową noc w Ogrodzie Garibaldi'ego w Palermo. Został trafiony trzykrotnie (w ramię, gardło i prawy policzek). Inna wersja mówi, że dostał dwukrotnie w tył głowy i jeden prosto w twarz.
Najprawdopodobniej wyrok osobiście wykonał Don Vito Cascio Ferro (towarzyszyć mu miały dwie inne osoby). Don Vito dowiedział się o przyjeździe znienawidzonego wroga. Zapewnił sobie alibi – w tym dniu był na przyjęciu w domu sycylijskiego członka włoskiego parlamentu. Opuścił budynek na chwilę, wykonał egzekucję, po czym wrócił na przyjęcie. Niczego później mu nie udowodniono.
Nowojorski pogrzeb Petrosino zgromadził nieprzebrane tłumy, na ulice wyszło ćwierć miliona osób, kondukt żałobny liczył siedem tysięcy żałobników. Za przeciek prasowy Bingham został pozbawiony stanowiska komisarza policji.
Dla mafii śmierć jej największego wroga oznaczała koniec problemów. Śmierć Petrosino oznaczała, że wielu mafiosów uniknęło deportacji ze Stanów. Tym samym mieli oni później możliwość rozwinięcia i rozbudowy świata przestępczego w Ameryce.